# Вьетнамская зеленушка
Вьетнамская зелену́шка (лат. Chloris monguilloti) — вид певчих птиц семейства вьюрковых отряда воробьинообразных. Подвидов не выделяют. Эндемик Вьетнама. Естественной средой обитания данного вида являются открытые горные сосновые леса и кустарниковые заросли.
Видовое название дано в честь генерал-губернатора Французского Индокитая Мориса Антуана Франсуа Монгийо (фр. Maurice Antoine François Monguillot).

## Описание
Вьетнамская зеленушка достигает длины 13,5—14 см и массы 15—16 г. Выражен половой диморфизм. У самцов голова, спина, крылья и хвост чёрного цвета. Горло, плечи, грудь, брюхо и подхвостье жёлтые, на маховых перьях чётко выражены жёлтые полосы. Большой конический клюв жемчужно-серый, ноги светло-телесного цвета, глаза карие. У самок почти полностью отсутствует жёлтый цвет; чёрный цвет на голове и спине менее насыщенный, с оливково-зелёными и серовато-коричневыми оттенками.

## Распространение и места обитания
Вьетнамская зеленушка является эндемиком Вьетнама. Широко распространена на плато Далат в южном Вьетнаме. Естественной средой обитания данного вида являются открытые горные сосновые леса (преимущественно из сосны островной Pinus kesiya), лесные опушки, вторичные леса и кустарниковые заросли. Встречается на высоте от 1050 до 1900 метров над уровнем моря. Питается семенами сосен, изредка крылатыми термитами.